# 老音楽師
『老音楽師』（ろうおんがくし）は、フランスの画家エドゥアール・マネが1862年に制作した絵画。

## 画面
本作品は、流しのヴァイオリン弾き（老音楽師）を中心に、赤ん坊を抱くジプシーの少女、街の少年たち、浮浪者風の男、ユダヤ人の老人を描いている。老音楽師の演奏を聴くために人々が集まっている場面ではあるが、明確な物語性には欠けている。人物相互の心理的な交流も見られず、各人物の視線はばらばらで、孤立している。

## 参照源
マネは、本作品の下敷きとして、多くの作品を参照したと考えられている。人物を並べる全体の構成については、ディエゴ・ベラスケスの『バッカスの勝利』を参照したと考えられる。画面の左上にぶどうの葉を描いている点、右上に帽子をかぶった男を配している点も共通している。ただし、マネは、ベラスケスの原作を見ておらず、セレスタン・ナントゥイユによる複製リトグラフを参考にしたと考えられる。マネは、『エミール・ゾラの肖像』（1868年）の中にも、『バッカスの勝利』を描き込んでいる。
同時に、ル・ナン兄弟の『笛を吹く老奏者』も参照したと考えられる。特に、笛を吹く老人、2人の男の子、少女の姿は、本作品への影響が見られる。当時、マネの知り合いであるレアリスムの批評家シャンフルーリがル・ナン兄弟の再評価を進めており、マネはそのこともあってル・ナン兄弟への関心を持っていたと考えられる。マネが見たのは、原作ではなく、シャルル・ブラン編『全流派画人伝』の中の複製図版と考えられる。

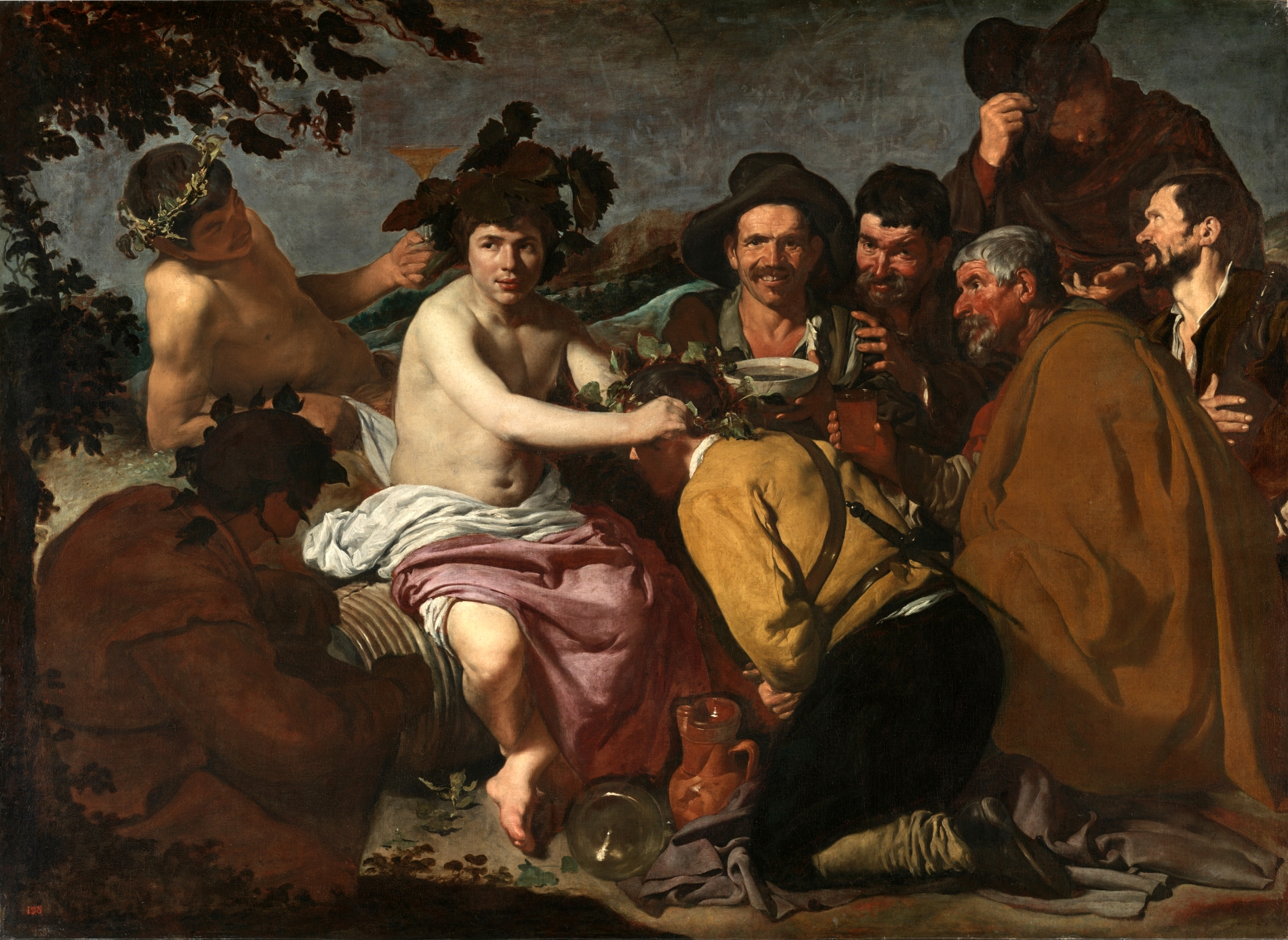
ディエゴ・ベラスケス『バッカスの勝利』1628-29年。油彩、キャンバス、165 × 225 cm。プラド美術館。
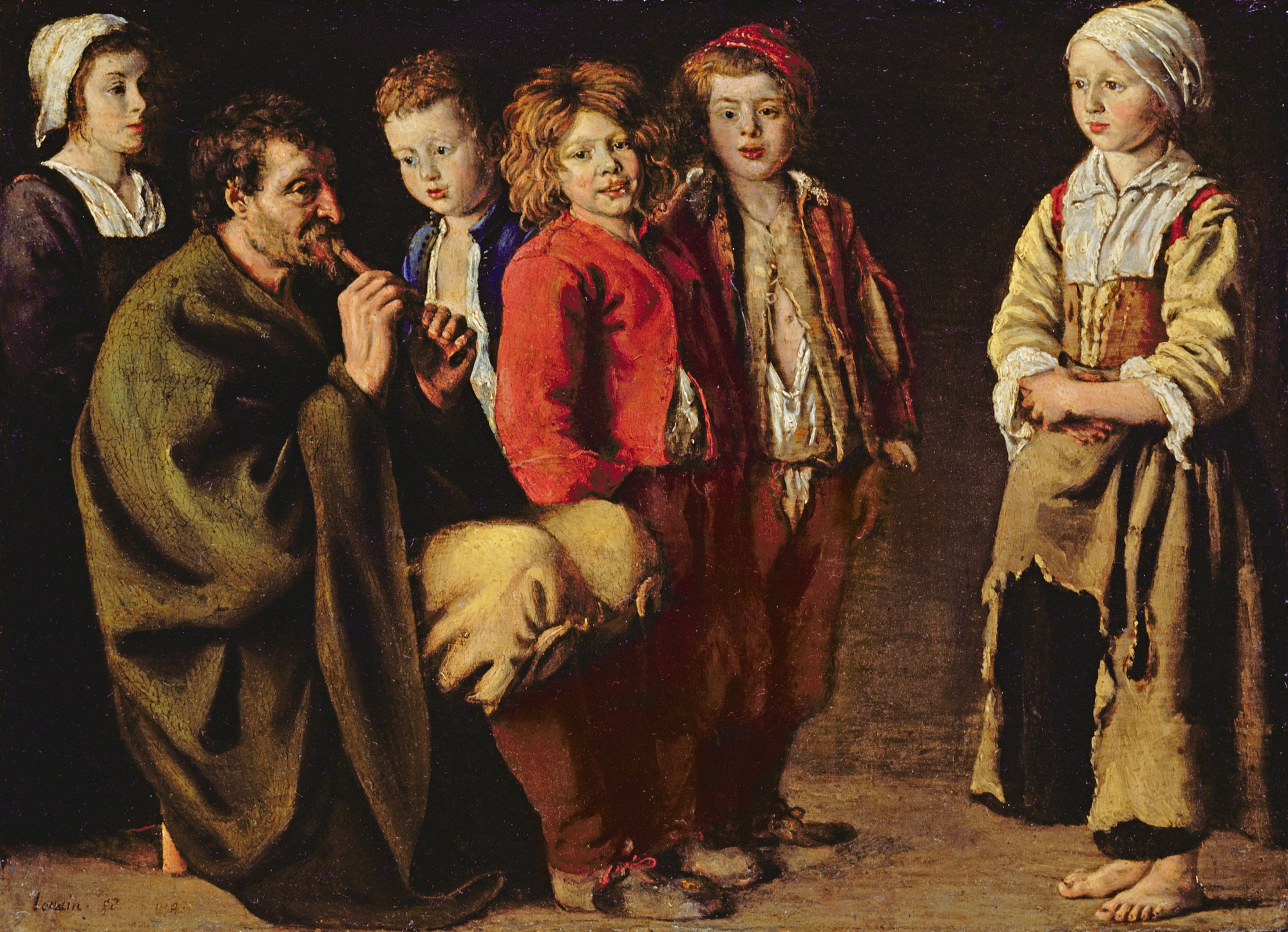
ル・ナン兄弟『笛を吹く老奏者』1642年。油彩、銅、22.5 × 30.5 cm。デトロイト美術館[5]。

画面左の白い服の少年は、アントワーヌ・ヴァトーの『ピエロ』をモデルにしていると考えられる。マネの制作当時、この作品は医師ラ・カーズのコレクションにあり、『ガゼット・デ・ボザール』誌（1860年9月1日号）で挿絵とともに紹介された。

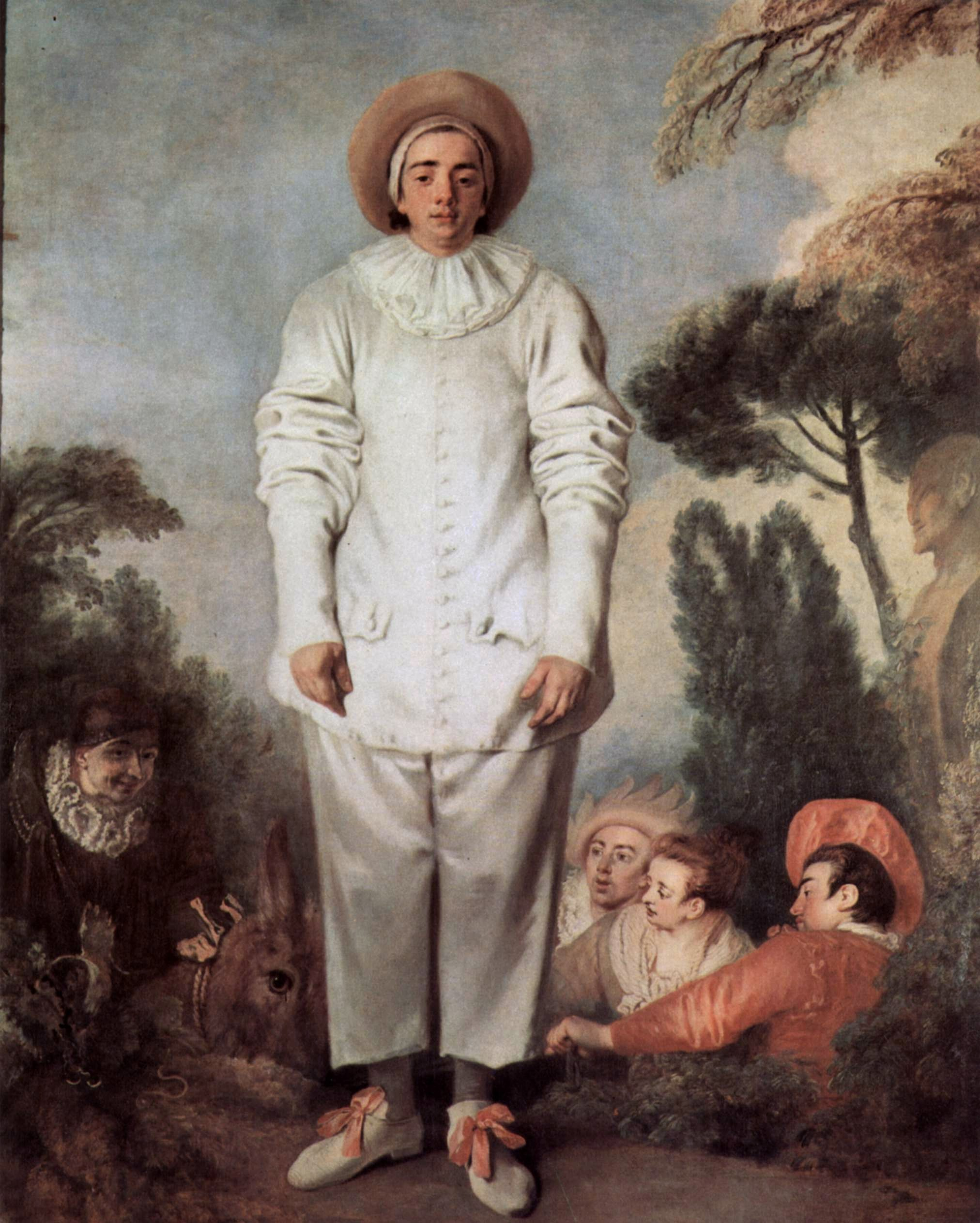
アントワーヌ・ヴァトー『ピエロ（ジル）』1718-19年頃。185 × 150 cm。ルーヴル美術館[7]。

左端で赤子を抱く少女は、アンリ・ギヨーム・シュレジンゲルの『さらわれた子供』の右端の少女であると指摘されている。この作品は、1861年のサロン・ド・パリに出展され、同年、『ル・マガザン・ピトレスク』誌に複製図版が掲載された。

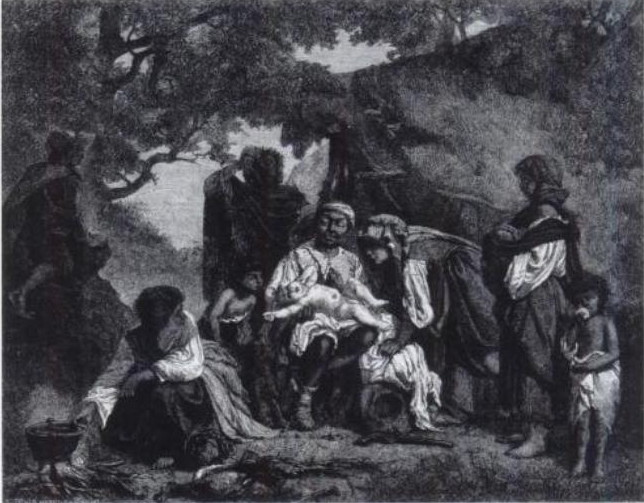
アンリ＝ギヨーム・シュレジンゲル『さらわれた子供』1861年。

ヴァイオリン弾きは、バティニョール地区に住んでいたジプシーの頭領で、手回しオルガン弾きのジャン・ラグレーヌをモデルにしてマネが描いたことが写真によって確認されている。その姿については、ル・ナン兄弟の『笛を吹く老奏者』のほかに、ストア派の哲学者クリュシッポスをかたどったルーヴル美術館のヘレニズム彫刻（ローマ時代のレプリカ）のポーズに基づいていることが分かっている。マネは、この彫刻を本作品のヴァイオリン弾きと同じ向きで描いたデッサンを残している。

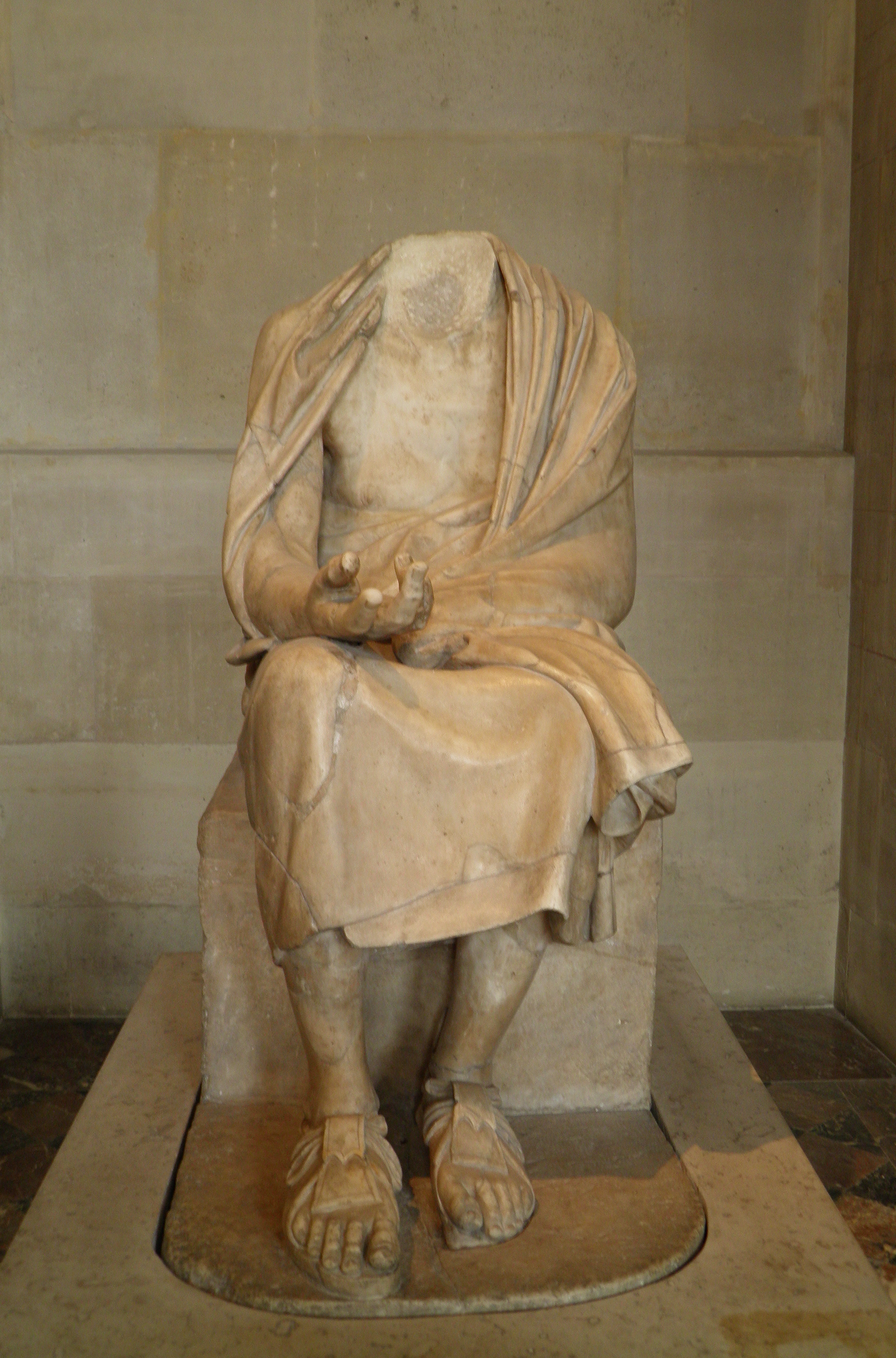
『クリュシッポス』ルーヴル美術館。

画面右のシルクハットをかぶった男は、マネ自身が1859年のサロンに提出し落選した『アブサンを飲む男』と全く同じである。

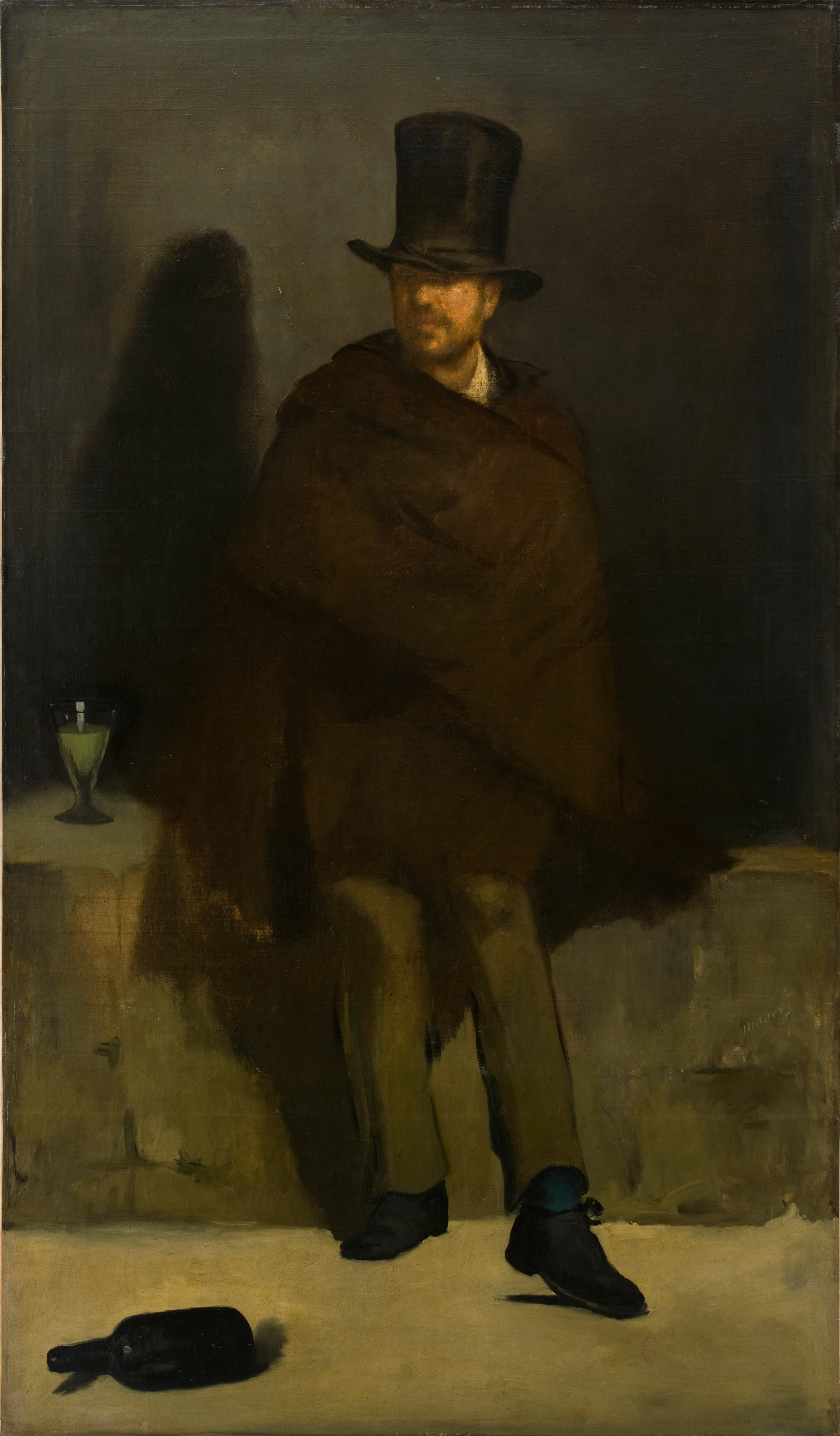
エドゥアール・マネ『アブサンを飲む男（英語版）』1859年。油彩、キャンバス、180.5 × 105.6 cm。ニイ・カールスベルグ・グリプトテク美術館（コペンハーゲン）。

右端の人物は、マネが手帳に「白髭の老ユダヤ人」と手帳に書き留めていたゲルーという人物であるとされる。
このように、本作品は、過去と同時代の絵画・彫刻を参照しながら、パリ周縁部の場面を再構成した「アッサンブラージュ」（寄せ集め）の手法を用いたものと評されている。

## 評価
マネは、1861年からギュイヨ通りにアトリエを構えていた。そのすぐ近くには、小ポーランド地区という貧民街があったが、ジョルジュ・オスマンによるパリ改造によって、古くからの家屋が取り壊され、大通りが建設されていった。1860年代初頭のマネの作品には、小ポーランド地区やバティニョール地区の場末で生活する人々を描くものが多い。本作品は、そうした人々を大画面に描いた集大成の作品であるとされる。
流しの音楽師や、ジプシーの少女、浮浪者、酔っぱらいなどは、マネがアトリエの近くで実際に目にしていた人々であると思われる。マネは、感傷的になることなく、パリの現実を冷徹に描いている。

## 来歴
デュラン＝リュエル画廊が少なくとも1904年までの一時期所有していたが、その後パリ、ウィーン、ロンドンの所有者や画廊を転々とし、1930年、ニューヨークのチェスター・デールが購入した。1963年、ナショナル・ギャラリーに寄贈された。